# Antonio de Valdivieso
Antonio de Valdivieso (nascido provavelmente em 1495 – falecido em 26 de fevereiro de 1550) foi um prelado católico romano que serviu como bispo da Nicarágua (1544-1549). É reconhecido como o primeiro bispo martirizado da América Latina, tendo sido assinado por defender os indígenas das ambições dos encomenderos espanhóis.

## Biografia
Natural de Valhermosa de Valdivielso, Burgos, Antonio de Valdivieso ingressou muito jovem na Ordem dos Pregadores, onde foi ordenado sacerdote. Pouco se sabe sobre os primeiros anos da vida dominicana de Frei Antonio. A 29 de fevereiro de 1544, foi nomeado Bispo da Nicarágua durante o papado do Papa Paulo III. Em maio daquele ano, já estava na Nicarágua e começou a escrever cartas denunciando às autoridades espanholas os abusos cometidos contra os povos indígenas e a difícil situação da Igreja na região.
Por decreto real, em 1545, também foi-lhe confiada a pastoral do território da Costa Rica. A 8 de novembro de 1545, foi consagrado bispo por Bartolomé de las Casas, com Francisco Marroquín Hurtado, bispo de Santiago da Guatemala, e Cristóbal de Pedraza, bispo de Comayagua, servindo como co-consagradores. Sua ordenação aconteceu em Gracias a Dios, Honduras, sendo o primeiro bispo a ser consagrado em terras centro-americanas com a participação de três bispos. Por causa disso, conheceu Bartolomé de Las Casas, com quem escreveu duas cartas que expressavam o apoio de Valdivieso ao pensamento lascasiano.
Enquanto bispo, Monsenhor Valdivieso continuou defendendo os indígenas, o que acarretou problemas com as autoridades locais e regionais. Os encomenderos espanhóis expressaram de muitas maneiras o seu descontentamento com a sua ação pastoral, especialmente a família do governador Contreras, proprietária da maior parte das encomiendas nicaraguenses, e os seus capangas. Nas cartas denunciando o governador, o bispo já avisava sobre seu possível assassinato. Hernando de Contreras, filho do governador deposto, sua mãe, María de Peñalosa, e seu irmão Pedro, despertaram uma multidão enfurecida que atacou a casa episcopal. Valdivieso tentou se esconder, mas Hernando o encontrou e o esfaqueou repetidas vezes, no dia 26 de fevereiro de 1549, quarta-feira de cinzas. Diante da gravidade das feridas, o bispo se confessou a outro irmão, adorou um crucifixo com devoção, e morreu nos braços de sua mãe Catalina Álvarez Calvente, enquanto rezava o Credo.
O bispo foi sepultado rapidamente e sem solenidade em local desconhecido. Seus restos mortais foram encontrados no final de 2000, em um dos túmulos ao pé do altar do catedral de León Viejo; depois de um longo processo de verificação científica assegurou-se que se tratava dos restos mortais do Bispo Valdivieso. Setores católicos da Nicarágua pedem à Santa Sé a beatificação do bispo mártir.